# Fills del sol (pel·lícula)
Fills del sol (persa: خورشید) és una pel·lícula dramàtica iraniana del 2020 coproduïda, coescrita i dirigida per Majid Majidi. Es va presentar en competició al 77è Festival Internacional de Cinema de Venècia, on l'actor infantil Rouhollah Zamani va guanyar el premi Marcello Mastroianni. Va ser seleccionada com a candidata iraniana a la millor pel·lícula internacional a la 93a edició dels Premis Oscars, i va formar part de la llista de quinze pel·lícules. S'ha doblat i subtitulat al català.